# Quis dives salvetur
Quis dives salvetur (altgriechisch τίς ὁ σωζόμενος πλούσιος tís ho sōzómenos ploúsios) „Welcher Reiche wird gerettet werden?“ ist eine um das Jahr 200 n. Chr. verfasste Schrift des Clemens von Alexandria. Auf Griechisch geschrieben, wird sie in der Regel mit ihrem lateinischen Titel zitiert. Dieser Text ist als früher Beitrag zur Entwicklung einer christlichen Sozialethik von Bedeutung.
Clemens legte eine Deutung der Perikope vom reichen jungen Mann vor, interessanterweise nicht im Wortlaut des meist favorisierten Matthäusevangeliums, sondern des Markusevangeliums (Mk 10,17–31 ). Er setzte sich mit einer christlichen Armenfrömmigkeit auseinander, wie sie z. B. der Hirt des Hermas vertrat. Vom Hirten des Hermas wurde empfohlen, dass ein Reicher bei seinem Eintritt in die christliche Gemeinde Buße tun und sein Eigentum verschenken sollte. Arm und Reich könnten sich gegenseitig unterstützen, der eine durch Gebet, der andere durch Almosen.
Was Clemens veranlasste, der Frage des Reichtums bei Christen systematisch nachzugehen, ist nicht bekannt. Vielleicht ist Quis dives salvetur eine Art Trostschrift für beunruhigte reiche Christen. Ausdrücklich reflektierte Clemens, wie ungerecht es von Gott wäre, jemanden, der in eine reiche Familie hineingeboren wurde, allein deshalb vom ewigen Leben auszuschließen. Die Schrift als ganze macht aber nicht den Eindruck, an eine bestimmte Leserschaft adressiert zu sein.

Clemens zeigte eine Perspektive auf, wie wohlhabende Personen gleichwohl Christen sein könnten: 

„Denn wer Vermögen und Gold und Silber und Häuser als Gottes Gaben besitzt und Gott, der es gegeben hat, damit zum Wohl der Menschen dient und sich dessen bewußt ist, daß er all dieses mehr seiner Brüder als seiner selbst wegen besitzt, und Herr seines Vermögens, nicht ein Sklave seines Besitzes ist und ihn nicht in seinem Herzen trägt und ihn nicht zum Ziel und Inhalt seines Lebens macht, sondern immer auch ein edles und göttliches Werk zu vollbringen sucht und fähig ist, wenn er einmal seiner Güter beraubt werden sollte, auch ihren Verlust mit Gemütsruhe zu ertragen ebenso wie den Überfluß an ihnen: wer alle diese Eigenschaften hat, der wird von dem Herrn selig gepriesen und arm im Geiste genannt, würdig, ein Erbe des Himmelreiches zu werden.“

 Christus fordere nicht, seinen Besitz wegzuwerfen, sondern dieser sei wie ein Werkzeug, das richtig oder falsch eingesetzt werden könne.
Als Almosentheorie wäre Quis dives salvetur missverstanden, denn Clemens verlangt vom Wohlhabenden, dass der sich fortdauernd um den armen Mitchristen bemüht: „Beeile dich, strenge alle deine Kräfte an, fürchte dich davor, daß er nichts von dir wissen will! Denn nicht er hat den Befehl erhalten, etwas anzunehmen, sondern du den Befehl, etwas zu geben. Indessen hat der Herr auch nicht gesagt: Gib! oder Gewähre! oder Erweise Wohltaten! oder Hilf!, sondern: Mach dir einen Freund! Zum Freund wird aber einer nicht infolge einer einzigen Gabe, sondern infolge einer völligen Hilfe und auf Grund eines lange währenden Verkehrs.“

## Werkausgabe
- Clemens von Alexandrien: Der Erzieher II-III; Welcher Reiche wird gerettet werden? Aus dem Griechischen übersetzt von Geh. Regierungsrat Prof. Dr. Otto Stählin. (Bibliothek der Kirchenväter, 2. Reihe, Band 8) München 1934 (online)